# Église Notre-Dame-du-Sacré-Cœur de Cœuilly
Pour les articles homonymes, voir Église Notre-Dame.
L'église Notre-Dame-du-Sacré-Cœur de Cœuilly est une église catholique située rue Elisa-Roubaud à Champigny-sur-Marne, dans le Val-de-Marne. Elle tient son nom de Cœuilly, un des dix quartiers de la ville.

## Histoire
Elle a été construite en remplacement de l'ancienne église devenue trop petite.
Les travaux, dus à l'architecte Guy Varnier, ont été terminés en 1958.

## Architecture
C'est un bâtiment au plan rectangulaire. Son toit est à pente inversée. Un grand portail, protégé par un auvent en béton et encadré de baies, s'ouvre sur un escalier descendant vers la rue. L'intérieur de l'édifice est illuminé de vitraux quandrangulaires.